# Jour de l'Elbe
 (avril 2021).
Si vous disposez d'ouvrages ou d'articles de référence ou si vous connaissez des sites web de qualité traitant du thème abordé ici, merci de compléter l'article en donnant les références utiles à sa vérifiabilité et en les liant à la section « Notes et références ».
Le jour de l'Elbe (en anglais : Elbe Day) désigne à la fin de la Seconde Guerre mondiale sur le théâtre européen, la journée du 25 avril 1945 durant laquelle les troupes américaines venant de l'ouest de l'Europe firent jonction avec leurs homologues soviétiques venant de l'est, près de la ville allemande de Torgau située sur les bords de l'Elbe. Ce jour-là, le Front de l'Ouest rejoignit le Front de l'Est.

## Déroulement des faits

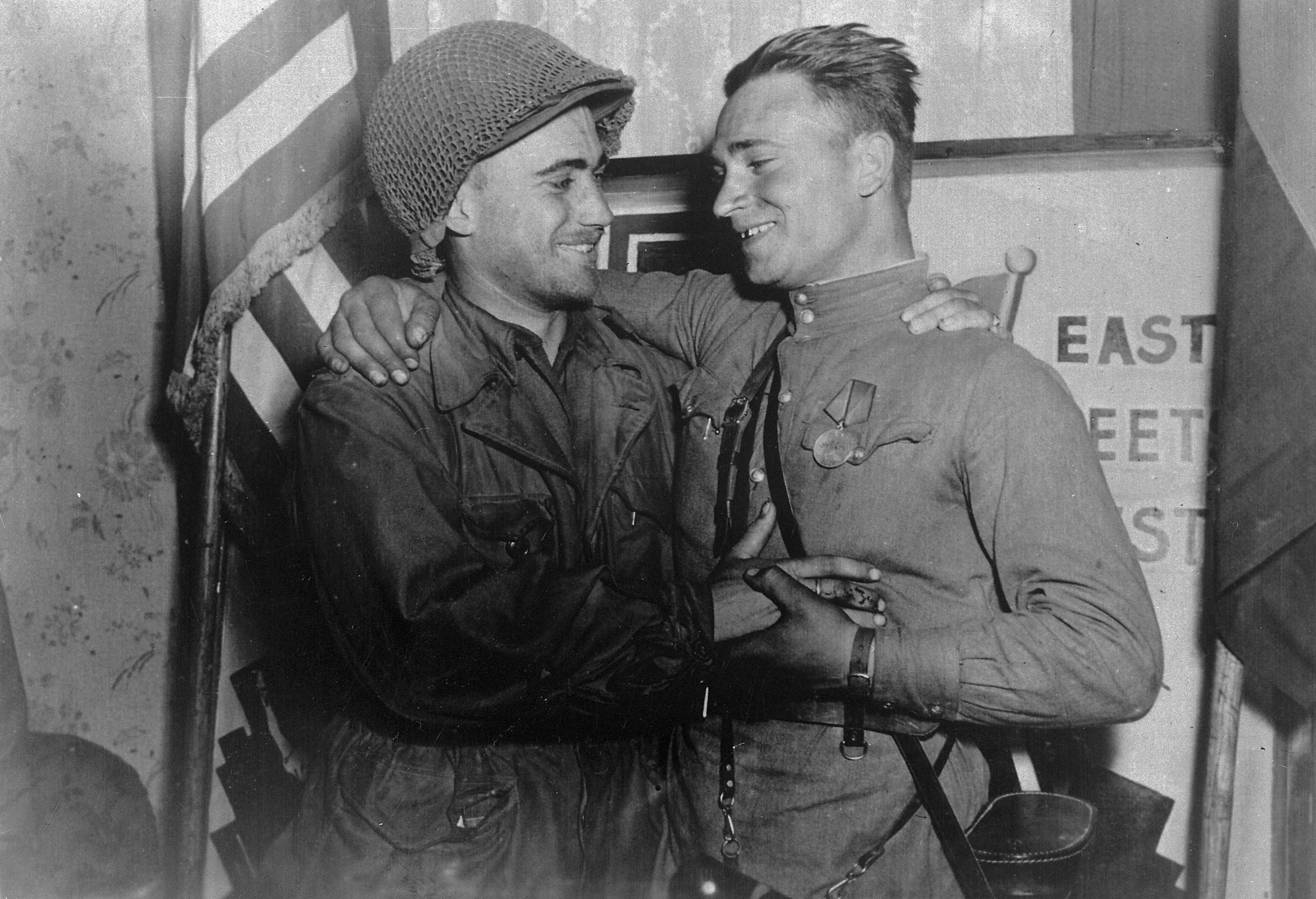
Cliché « symbolique » entre William Robertson et Alexander Silvashko, pris à Torgau le 27 avril 1945-, le lendemain de leur première rencontre.

### Premiers contacts (25 avril)
Les premiers contacts entre les deux alliés eurent lieu vers 16 heures, à Strehla, une localité située à environ 30 km à peine de Torgau, en amont du fleuve. En effet, le premier-lieutenant Albert Kotzebue de la 69e division d'infanterie américaine de la 1re Armée US y traversa l'Elbe à bord d'une barque, en compagnie de trois hommes du peloton de renseignement et de reconnaissance, allant ainsi à la rencontre d'éléments du 173e régiment de fusiliers de la 58e division de fusiliers de la Garde soviétique issu du 1er front ukrainien commandé par le lieutenant-colonel Alexander Gardiev.
Kotzebue en informa ses supérieurs, leur demandant d'organiser une rencontre plus formelle.
Trois heures plus tard, une autre patrouille de la 69e division, commandée par le sous-lieutenant américain William Robertson accompagné de Frank Huff, James McDonnell et Paul Staub rencontrèrent sur le pont détruit traversant l'Elbe à Torgau, le lieutenant soviétique Alexander Silvashko du 173e régiment de fusiliers de la Garde avec quelques-uns de ses soldats.

### Cérémonie officielle (26 avril)
Le lendemain, 26 avril, la 69e division d'infanterie de la Première Armée, ainsi de la 58e Division soviétique de garde et la 5e armée de la garde organisèrent une cérémonie plus officielle.

### Impact international
L'impact de la jonction des troupes et de « Poignée de main de Torgau » sur l'opinion publique mondiale fut très grand, et emblématique de l'effondrement militaire de l'Allemagne nazie.